# Морозов Андрій Петрович
Андрій Петрович Морозов (нар. 24 квітня 1979, Усохська Буда, Добруський район, Гомельська область, Білоруська РСР) — білоруський футболіст, півзахисник.

## Клубна кар'єра
Футбольну кар'єру розпочав у 1995 році в складі клубу ЗЛіН, який виступав у Другій лізі білоруського чемпіонату. Зіграв за гомельську команду 7 матчів. Наступного сезону виступав у складі вищолігового клубу «Ведрич» (Річиця), за який провів 19 поєдинків. З 1997 по 2000 рік знову захищав кольори ЗЛіНу. Допоміг команді вийти з Другої до Першої ліги. У 2001 році перейшов до іншої команди з Гомеля, яка на той час виступала в Вищій лізі. У квітні 2003 року був заявлений за ФК «Гомель». В середині грудня 2003 року потрапив до заявки гомельського клубу для участі в Кубку Співдружності. Проте на початку січня 2004 року в зв'язку з завершенням терміну дії контракту залишив розташування «городян».
Наприкінці січня 2004 року відправився на тренувальний збір криворізького «Кривбасу» в Ялті. На початку травня 2004 року переніс операцію на ахіллі. Взимку 2004 року підписав контракт з криворізькою командою. Дебютував у футболці криворізького клубу 14 березня 2004 року в програному (1:2) виїзному поєдинку 16-го туру Вищої ліги проти бориспільського «Борисфену». Андрій вийшов на поле на 70-й хвилині, замінивши Валентина Платонова. Дебютними голами в складі «Кривбасу» відзначився 16 травня 2004 року на 18-й та 55-й хвилинах переможного (2:1) виїзного поєдинку 25-го туру Вищої ліги проти донецького «Металурга». Морозов вийшов на поле в стартовому складі та відіграв увесь матч. У футболці криворізької команди в сезонах 2003/04 та 2004/05 років провів 35 поєдинків та відзначився 3-ма голами в національному чемпіонаті (ще 1 матч, в якому відзначився голом, зіграв у першості дублерів). Також у сезоні 2004/05 років зіграв 5 матчів (1 гол) у кубку України.
Сезон 2005/06 років розпочав у складі «Кривбасу», але в офіційних поєдинках криворізького клубу на поле не виходив. У сезоні 2006 року перейшов до вітебського «Локомотива» й потрапив до заявки команди для участі в чемпіонаті Білорусі. Влітку 2006 року перейшов у «Даріду» (Ждановичі), кольори якої захищав до початку 2008 року.
В лютому 2008 року залишив «Даріду» та відправився на кримський тренувальний збір з клубом «Савіт» (Могильов), з яким і підписав контракт. Відіграв у команді 1 рік, провів 30 матчів та відзначився 5-ма голами, ще 1 поєдинок (1 гол) провів у першості дублерів. З 2009 по 2011 рік виступав у клубі ДБК-Гомель.
З 2013 року граву у футзал за клуб БЧ (Гомель), який виступав у чемпіонаті Білорусі. Паралельно з цим виступав у чемпіонаті Брянської області за стародубську «Зорю». У 2016 році зіграв 4 поєдинки за «Гомельжелдортранс» у Першій лізі білоруського чемпіонату.

## Кар'єра тренера
По завершенні кар'єри футболіста розпочав тренерську діяльність. З серпня 2017 року працює в Центрі розвитку молодіжного футболу ФК «Гомель» (Гомель), керував командою гравців 2003 року народження (U-15)/